# ليزا سهير مجج
ليزا سهير مجج شاعرة وباحثة فلسطينية أمريكية وُلدت في مدينة هاواردين بولاية آيوا في الولايات المتحدة عام 1960.

## حياتها
وُلدت ليزا سهير مجج في مدينة هاواردين بولاية آيوا في الولايات المتحدة عام 1960 ونشأت في المملكة الأردنية، قبل أن تنتقل مع عائلتها إلى لبنان حيث درست الأدب الإنجليزي في الجامعة الأمريكية في بيروت، ثم حصلت على درجة الماجستير في الأدب الإنجليزي من نفس الجامعة ثم حصلت على درجة الماجستير في الثقافة الأمريكية، ثم نالت درجة الدكتوراه في الثقافة الأمريكية من جامعة ميشيغان. في عام 2001، انتقلت إلى مدينة نيقوسيا عاصمة قبرص.

## مسيرتها الأدبية
كتبت ليزا سهير مجج قصائدها ومقالاتها ونشرتها بالغة الإنجليزية. وفي عام 2008، حصلت على جائزة الشعر السنوية لمطبعة ديل سول عن اثنين من نصوصها الشعرية بعنوان «جغرافيا الضوء» و«في الأوقات الصعبة».

## مؤلفاتها
ألفت ليزا سهير مجج العديد من المؤلفات التي تنوعت ما بين النصوص الشعرية والدراسات الأدبية والنقدية، ويوضح الجدول التالي أهم مؤلفاتها:
| سنة الإصدار | اسم العمل                                                                    | نوع العمل    | الناشر                    |
| ----------- | ---------------------------------------------------------------------------- | ------------ | ------------------------- |
| 2000        | الانطلاق نحو العالمية: الاستقبال العابر للحدود الوطنية لكاتبات العالم الثالث |              | جارلاند، الولايات المتحدة |
| 2002        | التقاطعات: النوع الاجتماعي والأمة والمجتمع في روايات المرأة العربية          |              | مطبعة جامعة سيراكيوز      |
| 2002        | إيتيل عدنان: مقالات نقدية عن الكاتب والفنان العربي الأمريكي                  |              | منشورات ماكفارلاند        |
| 2009        | جغرافيا الضوء                                                                | مجموعة شعرية |                           |
| 2014        | إرشادات - بقلم ليزا سهير مجج                                                 |              |                           |